# Euceros canadensis
Euceros canadensis är en stekelart som beskrevs av Cresson 1869. Euceros canadensis ingår i släktet Euceros och familjen brokparasitsteklar. Inga underarter finns listade i Catalogue of Life.